# Physostegia correllii
Physostegia correllii är en kransblommig växtart som först beskrevs av Cyrus Longworth Lundell, och fick sitt nu gällande namn av Lloyd Herbert Shinners. Physostegia correllii ingår i släktet drakmyntor, och familjen kransblommiga växter. Inga underarter finns listade i Catalogue of Life.